# Planistromella yuccifoliorum
Planistromella yuccifoliorum är en svampart som beskrevs av A.W. Ramaley 1993. Planistromella yuccifoliorum ingår i släktet Planistromella och familjen Planistromellaceae.   Inga underarter finns listade i Catalogue of Life.